# جو جيرمين
جو جيرمين (بالإنجليزية: Joe Germaine)‏ هو لاعب كرة قدم أمريكية أمريكي، ولد في 16 نوفمبر 1975 في دنفر في الولايات المتحدة.

## وصلات خارجية
- جو جيرمين على موقع مرجع كرة القدم المحترفة.كوم (الإنجليزية)